# Изалко
Изалко (шп. Izalco) је град у Салвадору у департману Сонсонате. Према процени из 2007. у граду је живело 70.959 становника.